# Arcyria incarnata
Arcyria incarnata, auf Deutsch mitunter als Sienabrauner Kelchstäubling bezeichnet, ist ein weit verbreiteter und häufiger Schleimpilz aus der Familie Trichiidae.

## Merkmale
Die Fruchtkörper (Sporokarpe) sind gestielt bis fast sitzend und wachsen in dicht gedrängten Gruppen. Die Sporenkapseln (Sporokarpien) sind breit eiförmig bis zylindrisch. In geschlossenem Zustand sind die Sporokarpe insgesamt 0,5–2,5 mm hoch und 0,3–1,2 mm breit. Nach Expansion des Haargeflechts (Capillitium) sind sie bis zu 5 mm und 2,5 mm breit. Sie sind hellrosa bis fleischfarben, kurz vor der Reife jedoch meist violett getönt.
Die häutige Unterlage (Hypothallus) ist der Gruppe gemeinsam. Sie ist rötlich gefärbt und glänzt silbrig. Im durchfallenden Licht erscheint sie unauffällig. Der Stiel ist oft stark reduziert und 0,1–0,5 mm lang. Er ist rosa bis braun gefärbt und weist sporenähnliche Zysten auf, die 7–20 µm breit sind. Die Hülle (Peridie) verschwindet schnell im oberen Bereich. Der untere Teil bleibt als flacher Becher erhalten. Dieser erscheint im durchfallenden Licht fast farblos. Die Innenseite weist zahlreiche Warzen auf, die teils durch unregelmäßige Linien miteinander verbunden sind. Das Capillitium ist elastisch und expandiert nach allen Seiten auf etwa die doppelte Größe. Das aus den Fasern (Elateren) gebildete Netz besteht aus großen Maschen, steht meist aufrecht und verfilzt. Es besitzt wenige freie Enden, die etwas verdickt sind. Es ist nur an der Stielspitze angewachsen und dort leicht ablösbar. Es ist frisch hellrosa getönt, verfärbt sich jedoch später rostbraun. Im durchfallenden Licht erscheinen die Elateren farblos bis hell fleischfarben. Sie sind mit Halbringen, Ringen und spiralartig angeordneten Warzen ornamentiert. Die Fasern messen 2,5–5 µm im Durchmesser. Die Sporen erscheinen in Masse rosa, im durchfallenden Licht farblos. Sie sind mit feinen Warzen und Gruppen größerer Warzen bedeckt. Die Sporen messen 6–8, mitunter bis zu 9 µm im Durchmesser.
Das Plasmodium ist weiß. Vor der Reife ist es grauviolett bis rosa getönt.

## Artabgrenzung
Arcyria incarnata ist durch das hellrosa getönte, großmaschige, weit in alle Richtungen expandierende Capillitium gekennzeichnet. Bei A. insignis und A. minuta ist das Capillitium fest mit dem Becher verwachsen und weniger elastisch. A. affinis und A. major sind kräftiger gefärbt und weisen ein Capillitium auf, das vor allem in Längsrichtung expandiert. Auch A. stipata kann ähnlich gefärbt sein. Sie besitzen ineinander verwundene Fruktifikationen und eine lange beständige Peridie. Mikroskopisch weist das Capillitium eine deutliche Spiralstruktur auf.

## Ökologie und Verbreitung
Arcyria incarnata wächst auf totem Laub- und Nadelholz. Dabei werden am Boden liegende Äste bevorzugt. In den Alpen kann sie bis in eine Höhe von 2000 m ü. NHN angetroffen werden. Vergesellschaftungen wurden mit Arcyria affinis, A. insignis, Comatricha nigra, Licea minima, L. testudinacea, Perichaena depressa, Physarum globuliferum, Physarum leucopus, Stemonitis axifera und Trichia persimilis beobachtet. Häufig sind dabei gemeinsame Vorkommen mit Comatricha nigra. Arcyria incarnata ist das ganze Jahr über zu finden.
Die Art ist weltweit verbreitet und ist in Mitteleuropa häufig anzutreffen.